# Smart As...
Smart As... est un jeu vidéo de réflexion développé par Climax Studios et édité par Sony Computer Entertainment, sorti en 2012 sur PlayStation Vita.

## Accueil
- Jeuxvideo.com : 15/20[1]